# Altgraf
 (août 2025).

Altgraf est le titre de noblesse d'une famille comtale dont l'élévation au rang de comte ne s'est pas produite par anoblissement, mais remonte au comte officiel (en allemand : Amtsgraf) franconien.
Ce titre est détenu pour la dernière fois par la Maison de Niedersalm. De cette famille, le titre passa aux seigneurs de Reifferscheidt, qui s'appelèrent Salm-Reifferscheidt à partir du XVe siècle.